# 龍仁駅
龍仁駅（ヨンインえき）は、大韓民国京畿道龍仁市にあった水驪線の駅である。

## 概要
廃止当初は龍仁郡に属していた。
現在は駅の跡のみが残っている。

## 歴史
- 1930年12月1日 - 開通[1]。
- 1972年3月31日 - 廃止[2]。